# Encentrum villosum
Encentrum villosum är en hjuldjursart som beskrevs av Harry K. Harring och Myers 1928. Encentrum villosum ingår i släktet Encentrum och familjen Dicranophoridae. Arten är reproducerande i Sverige. Inga underarter finns listade i Catalogue of Life.